# Осцилляции Блоха
Осцилляции Блоха — квантово-механическое явление в физике твёрдого тела, которое описывает осцилляции частицы (например, электрона), находящегося в периодическом потенциале (например, таким потенциалом является кристаллическая решётка) под действием некоторой постоянной силы (например электрической).
Пусть движение частицы (электрона) в кристалле можно описывать квазиклассически. Тогда если на частицу действует постоянная внешняя сила {\displaystyle F_{ext}} (ограничиваемся одномерным случаем), то изменение квазиимпульса частицы {\displaystyle p=\hbar k} подчиняется закону Ньютона:
{\displaystyle \hbar {\frac {dk}{dt}}=F_{ext}}
Допустим, на электрон действует внешнее электрическое поле {\displaystyle E}. Тогда:
{\displaystyle F_{ext}=-eE},
где {\displaystyle -e=-|e|} — заряд электрона.
Подставляя в первое уравнение и интегрируя, получаем:
{\displaystyle \hbar {\frac {dk}{dt}}=-eE}
{\displaystyle k(t)=k(0)+{\frac {-eE}{\hbar }}t}
Предположим, что закон дисперсии (см. также зонную теорию) имеет вид (как, например, в простейшем случае приближения сильной связи):
{\displaystyle {\mathcal {E}}(k)=E_{0}\cdot \cos {ak}},
где {\displaystyle a} — постоянная решётки. Исходя из того, что в квазиклассическом приближении зависимость {\displaystyle v(k)} имеет вид
{\displaystyle v(k)={\frac {1}{\hbar }}{\frac {d{\mathcal {E}}}{dk}}},
интегрируя, получаем:
{\displaystyle x(t)=\int {v(k(t))}{dt}=x(0)+{\frac {E_{0}}{eE}}\cos \left({{\frac {-aeE}{\hbar }}t}\right)}
Вышеприведённый анализ показывает, что при приложении внешнего электрического поля электрон не будет совершать инфинитное (неограниченное) движение, а будет осциллировать. Следует отметить, что в однородных образцах, как правило, осцилляции Блоха не наблюдаются, так как период этих осцилляций значительно больше, чем характерные времена рассеяния электронов (на дефектах, фононах и т. п.). Наблюдать осцилляции Блоха можно, например, в сверхрешётках.

## Примечание
В случае приложения электрической силы эти осцилляции иногда называют осцилляциями Зенера—Блоха.